# سیارک ۲۰۴۴
سیارک ۲۰۴۴ (به انگلیسی: 2044 Wirt، نامگذاری:1950VE) دو هزار و چهل و چهارمین سیارک کشف شده‌است که در ۸ نوامبر ۱۹۵۰ کشف شد.
قدر مطلق سیارک برابر ۱۳٫۳۰ است.